# Лапаго (Болцано)
Лапаго је насеље у Италији у округу Болцано, региону Трентино-Јужни Тирол.
Према процени из 2011. у насељу је живело 165 становника. Насеље се налази на надморској висини од 1448 м.